# Mineral não metálico
Mineral não-metálico, são minerais cuja exploração não é motivada por seu conteúdo metálico, ainda que possuam metais em sua composição. Entre os minerais não metálicos estão argilas, pedras, diversos sais, substâncias de grande utilidade industrial, como gipsita, e mesmo alguns elementos, como enxofre e carbono sob a forma de grafite. As pedras preciosas e semi-preciosas também são classificadas como minerais não metálicos.
Os minerais metálicos são divididos em vários grupos. Há os que são processados em indústrias químicas e de fertilizantes e os utilizados em construções, como a areia, o gipso ( gipsita ) e o cimento.

## Alguns tipos
As argilas serve como expansor são depósitos sedimentares macios, plásticos, de fina argila são usados na manufatura de papel, plásticos e materiais isolantes; outros são tostados em forno (em geral junto com calcário) para produzir cimento.